# Texarkana (Arkansas)
Pour les articles homonymes, voir Texarkana.
Texarkana est une ville américaine, située dans l’extrême sud-ouest de l’Arkansas, à la frontière avec le Texas (d'où son nom), face à sa consœur homonyme. Elle est le siège du comté de Miller, et sa population est de 29 919 habitants au recensement de 2010.

## Histoire
C'est à Texarkana que l'ennemi public no 1 français ; Jacques Mesrine, fut arrêté durant sa courte cavale aux États-Unis avant d'être extradé au Québec.

## Démographie
| Groupe          | Texarkana | Arkansas | États-Unis |
| --------------- | --------- | -------- | ---------- |
| Blancs          | 62,4      | 77,0     | 72,4       |
| Afro-Américains | 33,8      | 15,4     | 12,6       |
| Métis           | 2,0       | 2,0      | 2,9        |
| Autres          | 1,3       | 3,2      | 6,4        |
| Asiatiques      | 0,6       | 1,2      | 4,8        |
| Amérindiens     | 0,6       | 0,8      | 0,9        |
| Total           | 100,0     | 100,0    | 100,0      |
|                 |           |          |            |
| Hispaniques     | 2,8       | 6,4      | 16,7       |

| 1880  | 1890  | 1900  | 1910  | 1920  | 1930   |
| ----- | ----- | ----- | ----- | ----- | ------ |
| 1 390 | 3 528 | 4 914 | 5 655 | 8 257 | 10 764 |

| 1940   | 1950   | 1960   | 1970   | 1980   | 1990   |
| ------ | ------ | ------ | ------ | ------ | ------ |
| 11 821 | 15 875 | 19 788 | 21 682 | 21 459 | 22 631 |

| 2000   | 2010   | - | - | - | - |
| ------ | ------ | - | - | - | - |
| 26 448 | 29 919 | - | - | - | - |

## Transports
Texarkana est desservie par un aéroport régional (Texarkana Regional Airport ou Webb Field, code AITA : TXK, code ICAO : KTXK).
Le Nix Creek Bridge permet à l'U.S. Route 71 de franchir la rivière.

## Personnalités liées à la ville
- Black Bart, catcheur
- Conlon Nancarrow, compositeur
- Scott Joplin, musicien et compositeur (fondateur du Ragtime)
- Taylor Wilson, physicien nucléaire